# Цёлек, Станислав
Станислав Цёлек собственного герба (1382, Мазовия — 10 ноября 1437, Познань) — польский церковный и государственный деятель, секретарь королевский, подканцлер коронный (1423—1429) и епископ познанский (1428—1437), дипломат, поэт и писатель.

## Биография
Представитель польского шляхетского рода герба «Циолек». Сын воеводы мазовецкого Анджея Цёлека (1356—1396) и Эльжбеты из Сулимов. Братья — Виганд, Андреас и Клеменс.
В 1392—1402 годах Станислав Цёлек учился в Пражском университете, где получил степень магистра гуманитарных наук с акцентом на латинскую стилистику. Во время правления короля Владислава Ягелло в 1410 году был назначен секретарем королевской канцелярии, но был лишен этой должности в 1419 года за написание пасквиля на королеву Эльжбету. В 1420 году вновь приступил к работе в королевской канцелярии. В том же году поступил в Краковскую Академию и вскоре сблизился с великим князем литовским Витовтом. В 1410—1420 годах принимал участие в переговорах поляков с крестоносцами, в том числе ездил с посольством в 1413 году в Тевтонский орден по делам Жемайтии. Сотрудничал с краковским епископом Збигневом Олесницким и был его сторонником. В 1410 году вместе со Збигневом Олесницким ездил с дипломатической миссией с германскому императору Сигизмунду Люксембургскому.
В 1411—1421 годах Станислав Ц`лек исполнял функцию нотариуса краковской земли и краковского капитула. Быстро продвигался по церковной иерархии, был каноником гнезненским и познанским. В 1423 году, благодаря благосклонности королевы Софии, получил должность подканцлера коронного. В 1425 году римская курия не разрешила ему занять должность епископа плоцкого, в результате чего порвал связи со Збигневом Олесницким. В 1428 году был назначен епископом познанским. Являлся противником гусизма.
В 1434 году епископ познанский Станислав Ц`лек участвовал в Базельском церковном соборе. Его неумелое управление Познанской епархией привело к народному восстанию. Он вынужден был бежать из Познани и укрылся в Кракове. 31 декабря 1435 года участвовал в подписании мирного договора с Тевтонским орденом в Бжесць-Куявском. В сентябре 1437 года он вернулся в Познань.
Скончался 10 ноября 1437 года в Познани. Был похоронен вместе с братом Вигандом в приходском костёле Святого Николая в Варке. Из рода Циолек ведёт своё происхождение род Понятовских.